# Паул Бадер
Паул Бадер (на немски: Paul Bader) е генерал-лейтенант от германския Вермахт. Командва 12-а танкова дивизия при нашествието в Полша и Франция, след това служи като военен командир в Сърбия. По времето в окупираните територии на Кралство Югославия, военни части под негова команда участват в няколко големи антипартизански операции, както в територията на Сърбия, така и в Независима хърватска държава.

## Ранна служба и Първа световна война
Бадер постъпва в Германската императорска армия през 1903 г. на 20-годишна възраст, като Einjährig-Freiwilliger (доброволен ревизионен офицер) и впоследствие е приет като Fahnenjunker (кандидат-офицер) и учи в Kriegsschule (военно училище). На 21 май 1906 г. е назначен в полк като лейтенант. През 1912 г. той е прехвърлен на 80-ия полеви артилерийски полк.
На 20 ноември 1913 г. Бадер е повишен в Oberleutnant (първи лейтенант) и е назначен като адютант на командира на 80-и артилерийски полк. Той е разположен в Колмар в Елзас и Лорейн и при избухването на Първата световна война те осъществяват действия по източната граница на Германия, наречена „Битката при границите“. Тогава 39-а дивизия участва в борбата за море между септември и ноември 1914 г., което довежда 39-а дивизия на позиция по река Ис във Фландрия, Белгия. През април 1915 г. Бадер е повишен и е назначен за адютант на командира на 39-а полева артилерийска бригада. След разгръщането си в североизточна Франция в началото на 1916 г., дивизията засилва немската атака във Вердюн. През останалата част от войната, Бадер остава в 39-а дивизия, която се бори в битката при Сома, втората битка за Айсне, Пашендейлска битка и немското пролетно нападение от 1918 г.

## Междувоенни години
Между двете световни войни, Бадер остава активен в германските артилерийски сили на Райхсвера и през 1925 г. е обявен за майор. Между 1919 и 1928 г. той ръководи различни артилерийски батальони. Като част от разширяването на германската войска от 1933 г., Бадер е повишен до полковник и командва няколко артилерийски полка, включително 5-и артилерийски полк и артилерийски полк „Лудвигсбург“. През 1935 г. той е повишен в бригаден генерал и поема командването на 2-ра пехотна дивизия на 1 април 1937 г. По-късно дивизията се преименува на 2-ра моторизирана пехотна дивизия и през 1938 г. Бадер е повишен в генерал-лейтенант.

## Втора световна война

### Полша и Франция
Когато войната избухва през 1939 г., Бадер командва 2-ра моторизирана пехотна дивизия по време на инвазията в Полша, където е част от XIX корпус на Хайнц Гудериан в рамките на 4-та армия на група север. През септември 1939 г. военноморската група „Север“ заминава на изток от Западна Померания, за да прекъсне полския коридор към Източна Прусия, след което изпълнява ролята си за подкрепа при преминаването към Брест-Литовск.
След успешното приключване на полската кампания, отделението на Бадер е прехвърлено на запад, за да се подготви за нахлуването във Франция. Дивизията е част от XIV корпус на танкова група „Клест“. През май и юни 1940 г. военната група пресича Ардените, през Моузе и към каналите на пристанищата на Дюнкерк и Кале, след това на юг. Бадер командва 2-ра моторизирана дивизия до октомври 1940 г., когато се завръща в Германия и е реорганизирана като 12-а танкова дивизия. През октомври 1940 г. Бадер е назначен за командир на 3-та моторна пехотна дивизия, която също се завръща в Германия, за да бъде преместена като напълно моторизирано подразделение в подготовката за Операция Барбароса.

### Югославия
През май 1941 г., непосредствено преди заповедите за атаката срещу Съветския съюз, Бадер е заменен като командир на 3-та моторизирана пехотна дивизия, а на 1 юли 1941 г. е повишен в генерал-лейтенант и е назначен за командир на корпуса на LXV, който по същество е корпус, който командва 4 дивизии, разположени в окупирана Югославия, три на територията на Сърбия и един в независимата държава Хърватия. След като помага за смазването на въстанието в Сърбия, Бадер става генералният пълномощник в Сърбия на 6 декември 1941 г., след което през февруари 1942 г. е командващ генерал и военен командващ в Сърбия. На 26 август 1943 г. той е прехвърлен за командването на новосъздадения XXI планински корпус в Албания, но е на тази позиция само няколко месеца, преди да бъде уволнен от военна служба от Фюрера и прехвърлен в запаса през октомври 1943 г. След това се пенсионира на 31 март 1944 г., след като служи в германската армия в продължение на 41 години.Макар и пенсионер, Бадер принадлежи към кръговете висши офицери от германската армия оглавени от полковник Клаус фон Щауфенберг и фелдмаршал Ервин Ромел които стават опозиция на Адолф Хитлер, и целящи свалянето му и убийството му, след като Германия започва губи войната през 1943г и по време на атентата срещу Хитлер на 20 юли 1944г, организиран от тези офицери изветсен като операция Валкирия Паул Бадер подкрепя съзаклятниците срещу Хитлер, но поради факта че е вече запасен офицер и не участва пряко в подготовката на атентата, той не е ракрит сред организаторите му.